# Jacques François Simiot
Pour les articles homonymes, voir Simiot (homonymie).
Jacques François Simiot (né le 18 avril 1769 à Dole (Jura), décédé le 28 août 1844 à Lyon) est un facteur lyonnais renommé et innovant d'instruments à vent de la famille des bois, en particulier pour les clarinettes et les bassons.

## Biographie
Né en 1769 à Dole, Jacques François Simiot est le fils de Jérôme Simiot, maître perruquier à Dole, et de Jeanne Philippe Simiot (née Febvre).
Il apprend le métier de tourneur et commence son tour de France vers 1790. Vers 1793, il est en poste chez Keller et Bühner à Strasbourg où il passe un an, puis il va à Dijon où il est facteur de clarinette.
À Dijon, il reconnaît une fille illégitime en 1794, Émilie Simiot, née d’une relation adultère avec Marie Blanot (1766-1822), qui est l'épouse de M. Brelet. Elle aura un fils, Jean François Brelet (né à Dijon en 1799).
En 1803, il élabore une clarinette révolutionnaire à 12 clés.
Jacques Simiot possédait une grande notoriété à travers l'Europe. Selon une correspondance adressée à François-Joseph Fétis par J. F. Simiot en 1829, il indique avoir envoyé en 1803 en Russie au clarinettiste estonien Iwan Müller deux clarinettes en ut et en si bémol à 8 clés alors qu'il fabriquait déjà un modèle à douze clefs; Müller perfectionnera en 1809 cette clarinette en un modèle à 13 clefs,. Considéré comme l'un des fabricants d'instruments à vent les plus innovants du XIXe siècle, les améliorations que Simiot a apportées à la clarinette et au basson étaient nombreuses et variées, se concentrant principalement sur l'intonation et les systèmes de clés.
Jacques Simiot s'installe à Lyon en 1808 comme facteur de bois. Il publie également la même année à son compte un Tableau explicatif des innovations et changemens faits à la clarinette par le Sr Simiot. Il est installé rue du Plâtre et fédère un groupe de facteurs lyonnais importants autour de lui qu'il fait travailler comme Tabard, Piatet puis Brelet...
Sa fille Émilie épouse en 1812  Jean Baptiste Tabard (1779-1845), qui est tourneur en métal, mécanicien et clétier, et également spécialiste des cuivres.
De 1812 à 1815, Simiot et Tabard collaborent pendant trois ans et fabrique des instruments sous la marque « Simiot et Tabard ».
En 1814, Jacques Simiot épouse  à Lyon Pierre Marie Favre (née à Lyon 19 février 1788), fille de Michel Favre (a1787-1816), 
luthier et facteur d’instruments. Ils ont un fils légitime André Reine Simiot (1815-1883), qui est devenu compositeur de musique après avoir fait ses études au Conservatoire.
En 1817, Jacques François Simiot intègre un tube métallique en forme de "U" à la culasse du basson pour remplacer le bouchon de liège utilisé pour prolonger la perce. Il ajoute également une coulisse d'accord à la première articulation et un pavillon évasé pour mieux diffuser le son.
Il participe à l'exposition nationale de 1823 et obtient une médaille d'argent en présentant un basson à cinq clefs et une clarinette en ut.
En 1828, il fabrique une clarinette à 19 clés et reprend le chemisage du trou de douzième de l’anglais Wood.
En 1828, La Revue musicale (tome III pp 470-472) décrit les améliorations que Simiot à apporter à la clarinette alto en fa, réalisée en bois de cèdre.
Jacques Simiot s'associe avec son ancien apprenti Jean François Brelet et fonde rue de Côme la maison « Simiot et Brelet » , vers 1830.
Jacques Simiot arrête son activité en 1835 et décéde en 1844 à Lyon. La maison Simiot et Brelet continuera à produire des instruments à Lyon jusqu'en 1874.

« La clarinette occupa les facteurs, et nombreuses sont les tentatives de perfectionnements à enregistrer. Depuis 1791, année où le clarinettiste X. Lefèvre la dota d'une 5eme clef, jusqu'en 1808, il n'y fut fait aucune amélioration importante. En cette année, Jacques-François Simiot de Lyon, fit connaître le résultat de ses recherches consistant dans l'addition de deux nouvelles clés et dans diverses modifications aussi simples qu'utiles. La 6eme clé ajoutée par Simiot (petit doigt de la main droite), avait pour but de baisser le si b et de hausser le si naturel du chalumeau (au-dessous de la portée) et de faciliter l'émission du mi b de la 4eme octave, tout en servant à triller le si b et si du chalumeau et les mi et fa de la 3e octave. La 7e clé (médium gauche) n'avait pour effet que les trilles de la avec si et si b avec ut (2e octave). Un double trou, sous l'annulaire gauche, remplaçant avantageusement la clé d' ut dièse avec ré (1er octave) et sol dièse avec la (3e octave). Parmi les inconvénients inhérents à la construction de la clarinette, l'écoulement de la salive par le trou du pouce gauche est des plus désagréables. Simiot tenta d'y obvier par l'adjonction d'un tuyau saillant à l'intérieur. De même la clé de si b ou de clairon se trouvait facilement obstruée par la salive, à cause de la petitesse du trou. Notre ingénieux facteur y remédia par un mécanisme qui, en conservant au pouce la branche ou spatule actionnant cette clé, la faisait ouvrir en dessus du corps de l'instrument, tandis qu'elle ne s'ouvrait ordinairement qu'en dessous. Ce système qu'un facteur belge nommé Albert a cru inventer longtemps après, donnait un si b plus sonore et une grande pureté à toute l'octave du clairon, en rendant impossible l'obturation accidentelle du tuyau d'âme. A la même époque Simiot construisait des clarinettes en ut avec corps de si b portant 10 coulisses et dont le corps des grandes clés se graduait dans tous les tons par une charnière mécanique. (Tableau explicatif des innovations et changements faits à la clarinette, par Simiot, facteur à Lyon in-f, enregistré à la bibliothèque impériale, 1808) En 1823, il exposa une clarinette en ut à laquelle il avait donné les qualités qui n'avaient appartenu jusqu'alors qu'à celle en si et une autre dite à mécanique, sans âme. Enfin ce facteur inventif soumit à l'Académie des Beaux-Arts en 1828 un modèle muni de 19 clés. Le musée Kraus possède une clarinette à 6 clés de Simiot et M. Millereau a de lui une clarinette basse en Fa.

J.-F. Simiot s'attacha aussi au perfectionnement du basson. C'est lui qui, avant 1808 ajouta à la petite branche une coulisse destinée à faciliter l'accord, et une clé pour faire  « avec aisance » le la de la 3e octave et d'autres pour le si naturel et l' ut dièse de la 1e octave. Ses bassons dont les clés étaient d'un nouveau genre, plus jolies, plus légères et plus solides que les anciennes, avaient une justesse et une égalité supérieure aux systèmes connus jusqu'alors. En 1817, il supprima le bouchon de liège fermant la partie inférieure de la culasse en formant deux angles défectueux, il le remplaça par un canal en métal s'ouvrant à volonté pour permettre l'écoulement de la salive, qui conservait la forme ronde de la perce. En même temps Simiot fit la petite branche à coulisse pour faciliter l'accord de l'instrument et il donna une forme évasée au pavillon pour accroître la vigueur des sons. (Rapport à l'Académie des Beaux-Arts, 22 nov. 1817. Le Moniteur universel, p 236).

Ces améliorations furent remarquées à l'exposition de 1823:

 « M. Simiot, à Lyon, fabrique des bassons auxquels il est parvenu à donner plus de justesse, plus d'égalité et une plus grande étendue de moyens que n'en avaient eu jusqu'ici les instruments de cette espèce. On y remarque un cramail interne à la coulisse, un piston pour extraire l'eau, une clé de si et une d' ut dièse au grave, une clé d' ut dièse aux deux octaves, une clé de si b et une clé de fa à levier à la première et à la seconde octave. Cet instrument renferme encore des tubes qui sont disposés pour éviter l'écoulement de l'eau par les ouvertures. Enfin on y remarque plusieurs améliorations dont l'objet est d'augmenter la solidité des tubes. »

Il y a aux Arts-et-Métiers un basson de Simiot pourvu de ces diverses perfectionnements
il est à 9 clés (si, ré, mi b, fa dièse grave, fa dièse, sol dièse), la petite branche, à coulisse, porte deux autres clés pour les sons aigus (pouce gauche). Simiot exerça jusque vers 1835, mais n'exposa qu'une seule fois, en 1823, et reçut une médaille d'argent. 
Son fils, André-Reine, né en 1815, est devenu compositeur de musique après avoir fait ses études au Conservatoire (...) »

— Constant Pierre,  Les facteurs d’instruments de musique, les luthiers et la facture instrumentale, Paris, Sagot, 1893

## Collections
- Le Musée du Palais Lascaris expose divers instruments de Jacques François Simiot[12],[13].

- Sir Nicholas Shackleton disposait d'au moins 10 instruments représentatifs des inventions de Jacques François Simiot dans sa collection[14],[15].

Les clarinettes de Simiot servent souvent de modèles de reproduction pour les facteurs contemporains de clarinettes anciennes.

## Écrit
- Jacques François Simiot, Tableau explicatif des innovations et changemens faits à la clarinette par le Sr Simiot, facteur, Lyon, Simiot, 1808, 2 p. (BNF 43272817)

## Discographie
Il existe des enregistrements effectués en employant des clarinettes de Jacques François Simiot comme:
- Carl Maria von Weber, concerto pour clarinette no 1 et concerto pour clarinette no 2 par le clarinettiste Antony Pay (en), Orchestra of the Age of Enlightenment (Virgin Classics, VC 7 90720-2, 1987).

### Liens connexes
- Clarinette ancienne